# Taxeotis eremophila
Taxeotis eremophila är en fjärilsart som beskrevs av Turner 1929. Taxeotis eremophila ingår i släktet Taxeotis och familjen mätare. Inga underarter finns listade i Catalogue of Life.